# Olivia Époupa
Olivia Époupa (* 30. April 1994 in Paris) ist eine französische Basketballspielerin kamerunischer Abstammung.

## Laufbahn
Époupa wurde U18- und U20-Europameisterin, bei den U16-EM 2010, der U18-EM 2012 sowie der U20-EM 2014 wurde sie jeweils als beste Spielerin des Turniers ausgezeichnet.
Mit ESB Villeneuve-d'Ascq-Lille wurde die Aufbauspielerin 2017 französische Meisterin, anschließend trat sie ihre erste Auslandsstation an. Sie gewann 2018 mit Galatasaray Istanbul den europäischen Wettbewerb Eurocup.
Im März 2020 wurde sie als beste Spielerin der Finalserie um die australische Meisterschaft ausgezeichnet, nachdem sie mit den Canberra Capitals den Meistertitel errungen hatte.
2024 spielte die Französin für Minnesota Lynx in der US-Liga WNBA, kam dort über die Rolle als Ergänzungsspielerin aber nicht hinaus.

### Erfolge
- Silbermedaille bei den Europameisterschaften 2015, 2017, 2019, 2021
- Französische Meisterin 2017
- Eurocup-Siegerin 2018
- Australische Meisterin 2020
- Siegerin WNBA Commissioner’s Cup 2024
- U20-Europameisterin 2014
- U18-Europameisterin 2012
- Silbermedaille bei der U19-Weltmeisterschaft 2013
- Silbermedaille bei der U18-Europameisterschaft 2011
- Silbermedaille bei der U17-Weltmeisterschaft 2010
- Bronzemedaille bei den U16-Europameisterschaften 2009, 2010